# 天淵
天淵（てんえん）は明代に田斌（王斌とも）が自立し建てた私年号。1546年。
李崇智によれば、李兆洛『紀元編』に『紀元韻叙』を出典として挙げられている。

## 西暦・干支・他元号との対照表
| 天淵 | 元年     |
| 西暦 | 1546年   |
| 干支 | 丙午     |
| 明   | 嘉靖25年 |